# Famille d'Anthon
Pour les articles homonymes, voir Anthon (homonymie).
La famille Anthon ou d'Anthon est une famille féodale originaire d'Anthon, en Viennois, connue depuis le XIe siècle et éteinte au XIVe siècle.

## HIstorique
Dans son Armorial de Dauphiné (1867), Gustave de Rivoire de La Bâtie indique dans la notice consacrée à la famille « Puissante famille du Viennois tombée en quenouille vers la fin du XIIIe siècle. ». Il mentionne à la suite les personnalités de cette famille de Guichard Ier (vivant vers 1100) à Isabelle d'Anthon, dernière héritière de la famille, épouse de Hugues de Genève, seigneur de Varey.

## Héraldique
| Famille Anthon | Les armes de la famille Anthon ou d'Anthon se blasonnent ainsi : "De gueules au dragon d'or |

## Personnalités

### GuichardIer
Guichard Ier seigneur d’Anthon apparaît à la première croisade. Il part en l’an 1096 dans le dixième bataillon de Girart de Roussillon, et revient en 1100 après avoir conquis Jérusalem.
Guichard part avec ses voisins Nantelme de Chandieu et Achard l’Enchaîné, sire de Montmerle-en-Dombes. Sa bannière traditionnelle est le dragon à tête humaine sur fond rouge : De gueules, dragon d'or à face humaine.
Les pèlerins armés traversent l’Italie et les Balkans, gagnent Constantinople où réside l’empereur d’Orient, atteignent l’Asie Mineure puis la Palestine. Ils découvrent de nouvelles contrées, connaissent de grandes souffrances et se transforment de guerriers fougueux en hommes raisonnables.
Guichard est âgé d'environ 24 ans en l'an 1100. Il revient au domaine familial pour succéder à son père.
Guichard d’Anthon traverse le XIe siècle et meurt en l'an 1153, à l’âge respectable de 77 ans. Il est le témoin des émergences domaniales de son temps, Beaujeu, Forez, Bâgé, et de l’affrontement pluriséculaire entre d’une part Beaujeu allié à Savoie et d’autre part Albon allié au Dauphiné.
Guichard cède la ferme des Pommiers, sur la route de Lyon, au nouvel ordre du Temple. Il s’oppose à Milon l’Enchaîné, évêque de Mâcon, à propos du village de Montgoin que le prélat réclame. Devant le conflit sans fin, Guichard détruit de fond en comble ce village qui disparaît définitivement. Son fils Ulrich épouse une Beaujeu, sa fille un Bâgé, l’aîné de ses petits-fils, Guichard II d’Anthon est promis à une Coligny. Le frère de ce dernier devient sire de Varax, au nord de Pérouges.

### Guichard II
Guichard II devient sire d’Anthon à la mort de son grand-père, il épouse la fille de Gauthier de Coligny en 1150. Les Anthon sont alors liés aux Coligny, aux Beaujeu et même aux Bourgogne par les Beaujeu. Les affrontements entre puissantes familles se succèdent, évêques et abbés à l’appui. Ces derniers sont choisis dans ces mêmes grandes familles. En 1173, les partis en lice font appel à l’arbitrage du lointain mais puissant roi de Francie, Louis VII qui détache Lyon du Forez. Villars profite de cette situation pour assaillir Guichard et saisir Pérouges, objet de toutes les convoitises. Guichard s’enferme en sa cité, sa femme et ses jeunes enfants, dont Guichard le III et Hugues restant en la tour d’Anthon.
L’archevêque de Lyon, Guichard de Pontigny, se déplace en personne pour exiger son hommage traditionnel afférent à Pérouges, sauvant ainsi la région d’une guerre douloureuse. Pérouges reste à Anthon, mais, pour le contrer, Villars fait édifier un château à Montluel, de l'an 1173 à l'an 1176, au nord-est d’Anthon.
Le neveu de Guichard, Rigaud de Varax est, vers 1190, abbé d’Anay, abbaye aux portes de Lyon. Divers dons marquent l’existence de Guichard II, au profit des Chartreux, des Templiers, etc., ce qui consolide sa réputation de prodigalité et affaiblit le domaine.

### Guichard III
Guichard III succède à son père. Son frère Hugues succède à leur oncle Ulrich en Varax. Guichard épouse une certaine Plaisance. Il participe à la croisade de 1209 contre les hérétiques du midi, les cathares. Il y emmène son fils Guichard IV et son chapelain Guy de la Marche, curé de Pérouges. Guichard III signe un concordat avec son cousin Rigaud de Varax, au sujet de ses terres de Niost. Il introduit les Hospitaliers en Pérouges, récupère Gourdans dans la vassalité à Beaujeu et reste principalement inféodé à Lyon. Varax reste à Hugues puis son fils Étienne, et son propre fils Ulrich.
Le second fils de Guichard III, Ulrich tient Sermottes. Guichard meurt en 1238 à près de 80 ans. Guichard IV meurt en 1256 et laisse deux fils, Guichard V et Jean, chanoine du chapitre de Saint-Jean de Lyon. Leur mère est Jacquemette de Bressieux.

### Jean d’Anthon
Jean d’Anthon entre à douze ans au chapitre en l’an 1244. Un concile est tenu en Lyon, fin juin 1245, pendant trois semaines. 150 évêques participent à cette grande réunion internationale. Le pape Innocent IV est présent et reste six ans à Lyon de 1244 à 1251. Trois cents personnes de sa suite l’accompagnent et s’installent en la cité rhodanienne. Jean d’Anthon assiste au mariage de sa sœur Agnès avec Girin de Vaux. Leur cadet Aymar entre au chapitre des chanoines de Vienne. L’aîné de la famille Guichard V a son premier fils Aymar.
Bâgé passe à Savoie en 1268. Il veille la dépouille royale de Louis IX en 1270, au retour de sa croisade avortée en Tunis. Leur cousin Guillaume de Beaujeu devient grand maître du Temple en 1273, année où un nouveau concile se tient en Lyon. Sept à huit mille personnes assistent à cette réunion mémorable, dont trois futurs papes, mais aussi le célèbre Bonaventure, une ambassade mongole, une ambassade byzantine et nombre de hauts prélats. Jean perd sa mère en 1275 et devient enfin chanoine le 21 novembre 1275. Dix ans plus tard, le 23 septembre 1285, il est aussi nommé chanoine de Vienne, en fin cumulateur de charges bien rémunérées.

### Guichard V
Guichard V tient le domaine familial, se marie avec Léonnette de Villars, vieille famille rivale de la leur, puis veuf, épouse Alix de Verdun. Guichard transfère les hommages de ses terres de Lyon à Savoie en 1285. Ce changement d'hommage n’est pas sans conséquences pour l’avenir.
Un très ancien conflit l’opposait à Beaujeu depuis plus de vingt ans, à propos d’une terre à Iliat. Ce différend l’éloigne des alliances traditionnelles avec Beaujeu et le rapproche de Savoie. Entretemps, Beaujeu est en fait tombé sous la coupe de la famille de Forez qui reprend le nom et les querelles en l’état, y compris contre les aînés des Forez. Guichard V signe une trêve avec Beaujeu le 30 juin 1291. Il décède en 1296.

### Aymar
Aymar lui succède et résiste jusqu’en 1308. Le vendredi 13 octobre 1307, le roi de France Philippe le Bel déclenche la première rafle de l’histoire moderne, en faisant arrêter simultanément tous les moines templiers de son royaume. Lyon et sa région appartiennent toujours à l’empire, à la frontière du royaume de France. Le souffle du coup d’éclat du roi Philippe glace tous les puissants jusqu’au pape. Jacques de Molay, grand maître du Temple en exercice, est leur lointain cousin par les anciens Beaujeu.
Les Anthon se sentent donc très concernés, d’autant qu’ils accueillent sur leurs terres une puissante commanderie templière, à quelques lieux de la frontière française. Ils sont directement menacés, d’autant que le roi Philippe exige de ses voisins que tous les Templiers soient arrêtés.
Aymar met son domaine en état de siège, car s'y ajoute un conflit entre Savoie et Dauphiné.
Sur ces entrefaites, Aymar est requis par Savoie pour aller combattre le Dauphin. Quand Aymar arrive sur le champ de bataille de Montmélian, Savoie a déjà battu en retraite, abandonnant ses alliés malheureux, Villars et Anthon, forcés de subir l’humiliation infligée par le Dauphin, dont le transfert des hommages, ce qu’Aymar fait de 1309 à 1310.
Aymar doit ensuite renoncer à la direction de son domaine. Il confie celui-ci à son fils cadet Aymaret et entre au chapitre des chanoines de Saint-Jean de Lyon.
Sa fille Isabelle a épousé un cadet de Genève, Hugues. Son fils Louis l’aîné reçoit Pérouges en apanage, mais il a disparu. Mention est faite de sa survie dans la région jusqu’en 1326.
Aymaret meurt en 1325 à la bataille de Varey, qui oppose à nouveau Savoie et Dauphiné. Il laisse donc deux jeunes enfants sus-cités, Louis et Isabelle.

### Dernières héritières
Louis disparaît. Isabelle la jeune, épouse en 1330, soit fort jeune, Henri de Montaigny. Elle hérite du domaine d’Anthon, mais le cède à sa tante Isabelle d'Anthon.
Cette dernière est la fille du seigneur Guichard (VI) d'Anthon et de Léonnette, issue de la famille de Thoire-Villars,,. Elle épouse en 1308 le jeune Hugues de Genève,. Elle meurt peu après en 1335.
Le domaine a donc quitté la famille en moins de dix ans. Isabelle et Hugues de Genève laissent une fille Béatrix qui épouse Frédéric de Saluces et devient le nouveau seigneur du domaine d’Anthon, sans en porter le nom qui disparaît de la région, pour plus d’un siècle.